# 神明町停留場
神明町停留場（日语：／ Shinmeichō teiryūjō */?）是一個位於日本大阪府堺市堺區九間町東1丁，屬於阪堺電氣軌道阪堺線的停留場。車站編號為HN19。

### 車站構造
夾著平交道2面2線的地面車站。

## 相鄰停留場
阪堺電氣軌道
■阪堺線
綾之町（HN18）－神明町（HN19）－妙國寺前（HN20）